# اچ‌ام‌اس ریپالس (۱۸۰۳)

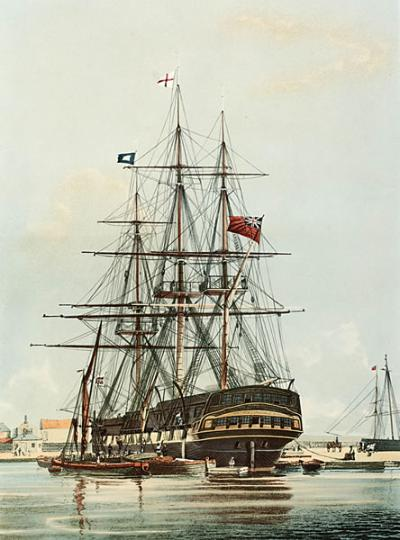
اچ‌ام‌اس ریپالس

اچ‌ام‌اس ریپالس (۱۸۰۳) (به انگلیسی: HMS Repulse (1803)) یک کشتی بود که طول آن ۱۷۴ فوت (۵۳ متر) بود. این کشتی در سال ۱۸۰۳ ساخته شد.